# Six Feet Under (banda sonora)
Six Feet Under es la banda sonora y primer volumen de la serie de televisión norteamericana de HBO A dos metros bajo tierra. 
Se lanzó en 2002 bajo el sello discográfico Universal Music.

## Listado de canciones
1. Thomas Newman, "Six Feet Under Title Theme" (1:36). Sintonía de la serie, aparece al comienzo de cada episodio.
2. Lamb, "Heaven" (4:58). Aparece en varios anuncios promocionales de la serie, y también el episodio 1 de la 2ª temporada.
3. Stereo MCs, "Deep Down & Dirty" (4:22)
4. Peggy Lee, "I Love Being Here With You" (2:44)
5. P.J. Harvey, "One Time Too Many" (2:52)
6. The Beta Band, "Squares" (3:44)
7. Zero 7, "Distractions" (5:16)
8. Shuggie Otis, "Inspiration Information" (4:10)
9. The Dining Rooms, "Pure & Easy" (4:34)
10. Craig Armstrong featuring Paul Buchanan, "Let's Go Out Tonight" (6:02)
11. Classics IV, "Spooky" (2:50)
12. The Dandy Warhols, "Bohemian Like You" (3:28)
13. Orlando "Cachaíto" López, "Mis Dos Pequeñas" (4:04)
14. The Devlins, "Waiting" (Tom Lord-Alge Remix) (4:51). Aparece al final del episodio “Pilot”
15. Thomas Newman, "Six Feet Under Title Theme" (Rae & Christian Remix) (5:19)
16. special bonus feature on DVD
17. Thomas Newman, "Six Feet Under Title Theme" (Photek Remix) (5:08)
18. Julie London, "Yummy Yummy Yummy" (2:56). Aparece en la 1ª temporada. Bonus DVD.

- Datos: Q2449440